# Comité Regional d'Acció Vitícola
El Comitè Regional d'Acció Vitícola (CRAV) o Comitè d'Acció del Vi (CAV) és un grup occità de productors de vi radicals. Ha reivindicat la responsabilitat de nombrosos atacs com dinamitar botigues de queviures, un celler, les oficines del ministeri d'agricultura a dues ciutats, cremar un cotxe en una altra, segrestar un camió cisterna i destruir grans quantitats de vi no francès.
El CRAV és principalment actiu a la regió occitana del Llenguadoc, al sud de França, que és la regió vinícola francesa que el grup creu que ha estat plagada per la sobreproducció i la necessitat posterior d'adaptar la qualitat i la quantitat de vi produïda a les realitats canviants del mercat, inclosa la reduïda demanda interna vi de taula per al consum diari. Aquest procés, que ha comportat importants subvencions de la Unió Europea, ha tingut efectes negatius sobre els productors més petits i ha provocat diverses protestes, de les quals les del CRAV foren les més violentes.
Les demandes del CRAV han inclòs regularment elements que són més o menys impossibles per als polítics francesos d'aplicar d'acord amb les regles de la Unió Europea, atès que suposarien interferir en el mercat únic i introduir subvencions nacionals per sobre de la Política Agrícola Comuna. El grup ha demanat tarifes més restrictives contra la pujada de les importacions de vi espanyol i italià, on els costos són inferiors, menys burocràcia i una estructura de la indústria diferent que condueixi a una producció de vi més econòmica. La preferència del consumidor per les marques de vi, les etiquetes de vi sense complicacions, l'etiquetatge varietal i els estils de vi del Nou Món també han portat a ampliar les exportacions d'Austràlia, Xile, Estats Units i altres productors del Nou Món.
La frustració s'estén molt més enllà dels productors radicals. «Cada ampolla de vi americà i australià que ve a Europa és una bomba dirigida al cor de la nostra rica cultura europea», argumenta el productor Aime Guibert. El gerent francès del productor de vins californià E. & J. Gallo, Sylvain Removille, assegura que ell i el seu personal de vendes han estat agredits físicament en diverses ocasions.
El 17 de maig de 2007, el grup va publicar un vídeo en què es deia que la sang fluiria si Nicolas Sarkozy no actuava per a augmentar el preu del vi.